# Almänna tidningar
Almänna tidningar var en politisk och litterär nyhetstidning som gavs ut av Carl Christoffer Gjörwell i Stockholm mellan 1 april 1770 och 31 december 1772.

## Utgivare och innehåll
Utgivare var C. C. Gjörwell med biträde av J. Fischerström enligt Sylwan Svenska Pressens historia s. 311-312.
Med 1771 års årgång följde från 4 mars såsom bihang: Svea-Rikes Krönika ifrån den 12 Febr. 1718 til närvarande tid.
Almänna tidningar var Gjörwells huvudtidning  och tidningen stödde hattarnas och också monarken. Tidningen kom i konflikt med den mössvänliga Dagligt Allehanda, där Daniel Helsingius, stödde mössorna. Gjörwells medarbetare Johan Fischerström var rojalist liksom Gjörwell. Mössornas återkom till makten 1771 och Gjörwell åtalades ett flertal gånger under 1772. Han räddades  av Gustav III:s statskupp 1772. Gustav III kupp innebar dock att Gjörwells politiska bokverk blev i stort sett värdelösa.

## Tryckning, utgivning och pris
Grefingska Tryckeriet tryckte från 4 januari 1770 till den 24 november 1870, därefter trycktes tidningen omväxlande hos Wennberg och Nordström, Kungliga Finska Boktryckeriet och J. G. Lange med frakturstil.
Tidningen kom ut 4 dagar i veckan 1770 och sedan 8 till 6 nr i månaden 1771 och 6 nummer i veckan 1772. Varje nummer hade 4 sidor i kvartoformat med 2 spalter. I detta format gav 167 nummer ut 1770 och 78 nummer 1771, Efter ett uppehåll började tidningen åter ges ut 1772, och då kom 297 nummer. 
Priset var 36 daler kopparmynt för 200 nr 1770, men jämte titelblad och register lämnades till detta årets prenumeranter i början av följande år tillika 6 daler   kopparmynt som en återstod av prenumerationen, beräknad efter de outgivna numren. 27 daler kopparmynt för 150 nr 1771 samt 6 daler kopparmynt för 32 nr 1772.
Tidningen fortsatte som Nya almänna tidningar från den 2 januari 1773 till 30 september och senare Nyare almänna tidningar under resten av 1773.

## Nya Almänna Tidningar
Nya Almänna Tidningar gavs ut av Gjörwell från 2 januari 1773 till 30 september samma år i Stockholm. Tryckare var Wennberg och Nordström till den 8 april 1773  och sedan  A. J. Nordström till 30 september. Frakturstil användes som typsnitt. Tidningen hade 6 nummer i veckan på 8 sidor i litet format 13,4 x 7 cm. Sammanlagt kom 203 nummer ut i 3 delar jämte register till verket. Priset var  24 daler för en halv årgång eller 6 öre stycket.

## Nyare Almänna Tidningar
Nyare Almänna Tidningar gavs ut i Stockholm från den 14 september 1773 till 29 december samma år. Tidningen trycktes på  A. J. Nordström hela tiden med frakturstil. Tidningen gavs ut av J. N. Zetterström, underofficer vid flottan, då Gjöwell slutat skriva. Tidningen slutade med Afskedsord »Till Läsaren» daterade den 29 december 1773. Utgivningen var 6 dagar i veckan med 4-8 sidor i oktavformat med 96 nummer. Priset var 3 öre stycket.